# Nejvyšší muslimská rada
Nejvyšší muslimská rada (arabsky المجلس الإسلامي الاعلى‎, al-Majlis al-Islāmī al-Aʿlā) byl nejvyšší orgán muslimské komunity v britské Mandátní Palestině. Úřad byl zřízen britskou správou coby zastupitelský orgán muslimské komunity, se kterým byla britská správa ochotna oficiálně jednat. Úkolem rady bylo spravovat fondy vakfu, sirotčí fond a soudy šaría. Toto dříve zajišťovala správa Osmanské říše a šlo tak o získání jisté míry autonomie, i když pouze v náboženských věcech a stále pod záštitou Britů. Rada byla rozpuštěna v lednu 1951, kdy její roli po první arabsko-izraelské válce převzala jordánská vláda.

## Historie
První britský vysoký komisař pro Palestinu, Herbert Samuel, vydal již v prosinci 1921 příkaz ke zřízení Nejvyšší muslimské rady, a to i přesto, že britský mandát nad Palestinou vstoupil v plnou účinnost až v září 1923. Rada měla mít předsedu a čtyři členy. Mezi členy byly dva z původního osmanského obvodu Jeruzalém a po jednom z obvodů Náblus a Akko. Šlo o placené funkce z rozpočtu britské správy a vakfu.
V lednu 1922 se do rady konaly první volby. Padesát tři volitelů, kteří volili za území Palestiny do posledního osmanského parlamentu, zvolilo předsedou rady mladého zástupce významného klanu al-Husajní, Amína al-Husajního. Herbert Samuel již předtím jmenoval Amína al-Husajního do funkce Velkého muftího Jeruzaléma.
V roce 1924 rada schválila Husajna ibn Alího al-Hášimí, šarifa Mekky, opatrovníkem komplexu mešity al-Aksá. Opatrovnictví si dynastie Hášimovců od té doby podržela.
Další kompetencí rady bylo vybírání a jmenování islámských duchovních v Palestině. Rada byla pod přímým vlivem Amína al-Husajního, který do ní také dosazoval další příslušníky svého rodu. Druhé volby se konaly v roce 1926, ale nakonec byly britskou správou anulovány a vedení vybrali Britové. Další volby se konaly v letech 1929 a 1930.
Po vypuknutí arabského povstání v Palestině v roce 1936. Amín al-Husajní inicioval vznik Vysokého arabského výboru, ve kterém se spojily palestinské nacionální strany. V říjnu 1937 britové Vysoký arabský výbor zakázali a jeho představitele buď pozatýkali, nebo oni sami utekli do exilu. Amín al-Husajní byl v téže době Brity odvolán z funkcí Velkého muftího Jeruzaléma a předsedy Nejvyšší muslimské rady.
Po odvolání al-Husajního rada doznala značné restrukturalizace a její členové byli přímo jmenovaní vedením britské správy v Palestině. Poté, co po první arabsko-izraelské válce obsadilo Transjordánsko Západní břeh Jordánu a Východní Jeruzalém, byla rada rozpuštěna. V roce 1951 byla zcela zrušena.
Činnost rady byla pro záležitosti islámu obnovena Izraelem po šestidenní válce v roce 1967.